# Chimarrhis gentryana
Chimarrhis gentryana là một loài thực vật có hoa trong họ Thiến thảo. Loài này được Delprete mô tả khoa học đầu tiên năm 1996.